# Hallstattkulturen

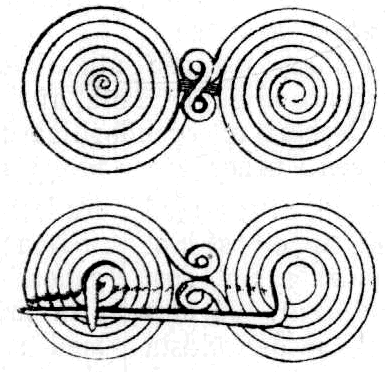
Bronsfibula, s.k. glasögonfibula, från Hallstattperioden. Fram och baksida.

Hallstattkulturen är en av de viktigaste perioderna i övergången mellan europeisk brons- och järnålder. Perioden fick sitt namn efter de rika fynden från Hallstatt i Österrike.
Bosättningen i Hallstatt bedrev gruvdrift i saltfyndigheterna i området, från 800-talet f.Kr. till 400-talet f.Kr.. Utsmyckningen och dekorationsstilen i gravgodsen är karakteristiska och finns spridda över stora delar av Europa. Ett östligt område med Kroatien, Slovenien, västra Ungern, Österrike, Mähren och Slovakien brukar särskiljas från det västliga området som innefattar norra Italien, Schweiz, östra Frankrike, södra Tyskland och Böhmen.
Arkeologer har identifierat olika stildrag som utvecklats under periodens lopp. Den äldre perioden Hallstatt C karakteriseras av svärd av järn och brons och följs av perioden Hallstatt D då endast dolkar eller knivar nedlades i gravarna. Även krukmakeri och smycken skiljer sig åt mellan perioderna.
De äldre perioderna Hallstatt A och B brukar normalt räknas till bronsålderns Urnefältskultur.

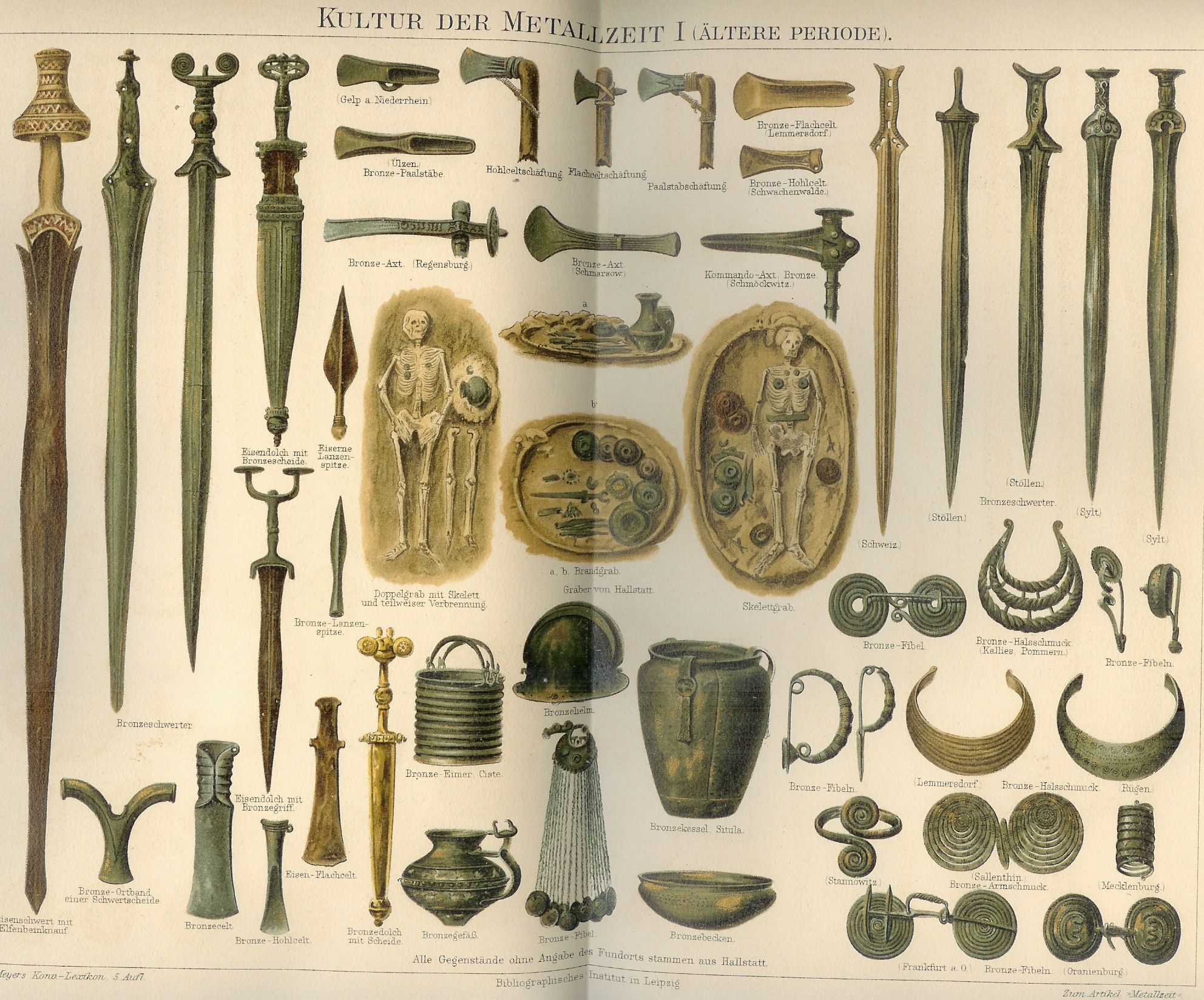
Plansch med fynd från Hallstattkulturen

Hallstattkulturen spreds antagligen både genom folkförflyttning och genom sociala kontakter och nådde på så sätt ända ner på den iberiska halvön, till brittiska öarna och Irland. Åtminstone delar av detta utbyte brukar antas ha skett inom eller mellan keltisktalande grupper. Handel med Grekland finns belagt genom svartmålat lergods från Attika i högstatusgravar under senare delen av Hallstattperioden - antagligen importerades det via Marseille. Andra importerade lyxvaror är elfenben och antagligen vin. Det som antogs vara silke i en grav i Hohmichele anses nu ha varit felidentifierat.
I det centrala området och närmare slutet av perioden återfinns mycket rika gravar i stora gravhögar nära lämningar av befästningar och boplatser på höjder. Där finns ofta fynd av betsel och seldon för hästar. Stridsvagnar förekommer i gravar i Býčí skála, Vix och Hochdorf, och även i Yorkshire. I Frögg (Kärnten) har en modell av en sådan stridsvagn, gjord i bly, hittats. Dessa försvarsanläggningar omger ofta boplatser, och inom dem finns ofta lämningar av smidesverksamhet, både brons, silver och guld. Typiska sådana platser är Heuneburg med sina nio mycket stora högar, Mont Lassois i östra Frankrike där den rika graven i Vix finns, och ett så kallat hill fort i Molpir i Tjeckien.
Utsmyckningarna i Hallstattstilen inkluderar rikt smide i brons och guld, och stelar i sten liknande den välkända krigaren från Hirschlanden.
Hallstattkulturen efterträddes framförallt av La Tène-kulturen, men i norr av Jastorfkulturen.

## Fyndet av kulturen
I november 1846 var gruvförvaltaren Johan Georg Ramsauer sysselsatt med att hämta grus till ett vägbygge strax söder om Rudolfsthurm, ett gods utanför Hallstatt då han med sin spade fick upp en människoskalle med en örring i brons. Ramsauer blev intresserad och lyckades med försiktighet gräva fram hela skelettet. Intill detta påträffades ett till med en armring i brons och ett lerkärl bredvid. Ramsauer som var en systematisk person valde att avtorva en yta på 5x5 meter för att undersöka vad som fanns under ytan. Inom detta område påträffades sju skelett, alla med armningar, nålar eller fibulor i brons. Under vintern rapporterade han fynden till sina överordnade, som skickade honom vidare till mynt- och antikvitetskabinettet i Wien. Kabinettet gav Ramsauer instruktioner om att gräva ut och dokumentera gravarna och ställde pengar till hans förfogande för arbetets utförande. 
Under sommaren 1847 grävde Ramsauer ut 58 gravar inom området, vilka gav en fyndskörd av 262 föremål, mest prydnader i brons och bärnsten men även vapen i brons och järn. Ramsauer, som visade sig vara en mycket noggrann och skicklig arkeolog långt före sin tid i dokumentationshänseende, fick i uppdrag att fortsätta arbetet. 1848 grävdes 44 gravar, 1849 30 gravar, 1850 31 gravar, 1851 48 gravar, 1852 27 gravar, 1853 26 gravar och 1854 22 gravar. Nästa år 1855 grävdes 81 gravar och 1856 hela 144 gravar, och ännu fanns inga tecken på att gravarna verkade ta slut. 1857 grävdes 96 gravar, 1858 94 gravar, 1859 69 gravar, 1860 92 gravar, 1861 45 gravar, 1862 50 gravar. Gränsen tycktes nu äntligen ha nåtts, under 1863 grävdes endast 10 gravar, och 1864 avslutade Ramsauer sina grävningar efter att ha påträffat ytterligare 13 gravar. Totalt hade då 993 gravar med 6084 föremål grävts ut. 
Av gravarna var 538 skelettgravar och 455 brandgravar. Av de omkring 600 vapnen var omkring 80% tillverkade i järn, resten i brons. Järn och bronsföremål hade mycket snarlika utföranden, och visade att de härstammade från övergången mellan järn- och bronsåldern. En del föremål med avvikande ornering var importerade från Etruskerna.
Benämningen Hallstattkultur lanserades först 1874 av Hans Olof Hildebrand på arkeologkongressen i Stockholm, då han föreslog att den förromerska järnåldern borde indelas i Hallstattkulturen och Latènekulturen.;